# Rendimiento (física)
Rendimiento, en física y en el campo tecnológico, también expresable como la eficiencia energética de un dispositivo, máquina, ciclo termodinámico, etc., expresa el cociente entre:
- La energía obtenida (energía útil) de su funcionamiento y la energía suministrada o consumida por la máquina o el proceso.

{\displaystyle \eta ={E_{\mathrm {obtenida} } \over E_{\mathrm {suministrada} }}}

Donde:
{\displaystyle \eta } representa el rendimiento y {\displaystyle E} la energía.
- El trabajo obtenido (trabajo útil) de su funcionamiento y el trabajo suministrado o consumido por la máquina o el proceso.

{\displaystyle \eta ={W_{\mathrm {obtenido} } \over W_{\mathrm {suministrado} }}\,}

Donde:
{\displaystyle \eta } representa el rendimiento y {\displaystyle W} el trabajo.

## Rendimiento cuántico
El rendimiento cuántico de un proceso de fluorescencia es una manera de interpretar la eficacia del mecanismo. 
Se define como la proporción entre el número de fotones emitidos y el de fotones absorbidos.